# Língua comanche
Comanche é uma língua uto-asteca falada pelo povo comanche. Os comanches se separaram dos shoshones pouco depois de obterem cavalos, por volta de 1705. A língua comanche e a língua shoshone são, portanto, extremamente similares - embora algumas mudanças consonantais do comanche não permitam a inteligibilidade mútua.
O nome "comanche" vem da palavra ute kɨmmantsi, que significa "inimigo", "estranho". O nome usado pelos próprios comanches para se referir à sua língua é Nʉmʉ tekwapu, que significa "língua do povo".
Embora esforços estejam sendo feitos para assegurar a sua sobrevivência, a maior parte dos falantes do idioma já são idosos, e menos de 1% dos comanches podem falá-lo. No fim do século XIX as crianças comanches foram colocadas em colégios internos, onde foram desencorajados de falar seu idioma nativo, e até mesmo eram punidos por fazê-lo. A segunda geração cresceu então falando o inglês, devido à crença de que seria melhor para eles não conhecer o comanche.
Durante a Segunda Guerra Mundial um grupo de dezessete jovens conhecidos como os code talkers comanches foram treinados e utilizados pelo exército americano para enviar mensagens que tivessem informações que não podiam ser interceptadas pelo inimigo.

## Fonologia

### Vogais
O comanche apresenta um inventório de vogais típicamente númico de seis vogais. Além disto, também apresenta com frequência o ditongo ai. Historicamente sempre houve uma certa liberdade na variação entre ai e e, porém esta variação deixou de ser comum com o tempo, e a maior parte dos morfemas se fixaram num ou no outro.
|           | anteriores | posteriores não-arrendondadas | posteriores arredondadas |
| --------- | ---------- | ----------------------------- | ------------------------ |
| Altas     | i          | ɨ                             | u                        |
| Não-altas | e          | a                             | o                        |
| Ditongo   | ai         |                               |                          |

As vogais podem ser curtas ou longas; a devocalização é previsível.

### Consoantes
O comanche tem um inventório consonantal tipicamente númico:
|             | Labial | Dental | Palatal | Velar  | Velar | Glotal |
| normal      | Labial | Dental | Palatal | labial |       | Glotal |
| ----------- | ------ | ------ | ------- | ------ | ----- | ------ |
| Nasal       | m      | n      |         |        |       |        |
| Plosiva     | p      | t      |         | k      | kʷ    | ʔ      |
| Africada    |        | ts     |         |        |       |        |
| Fricativa   |        | s      |         |        |       | h      |
| Aproximante |        |        | j       |        | w     |        |

## Sistema de escrita
O alfabeto comanche foi desenvolvido por Alice Anderton, uma antropóloga linguística, e foi adotado oficialmente pela Nação Comanche em 1994. O alfabeto não é inteiramente fonêmico, na medida em que existem fonemas representados por duas letras. Sua descrição é:
| Alfabeto | Pronúncia | Alfabeto | Pronúncia |
| -------- | --------- | -------- | --------- |
| a        | /a/       | p        | [p] /p/   |
| b        | [β] /p/   | r        | [ɾ] /t/   |
| e        | /e/       | s        | /s/       |
| h        | /h/       | t        | [t] /t/   |
| i        | /i/       | u        | /u/       |
| k        | /k/       | ʉ        | /ə/       |
| m        | /m/       | w        | /w/       |
| n        | /n/       | y        | /j/       |
| o        | /o/       | ʔ        | /ʔ/       |

Observação:
- Vogais longas são indicadas pela letra dobrada: <aa, ee, ii, oo, uu, uu>.
- Vogais surdas são grifadas: <a, e, i, o, u, u>.
- Quando a sílaba tônica não é a primeira sílaba da palavra, ela é indicada por um acento agudo <´>: kutséena, "coiote".
- A oclusiva glotal <ʔ> costuma ser escrita como <?>.
- Os fonemas /t͡s/ e /kʷ/ são escritos como <ts> e <kw>, respectivamente.